# ليونارد هاربر (سياسي)
ليونارد هاربر (بالإنجليزية: Leonard Harper)‏ هو سياسي نيوزلندي، ولد في 1832، وتوفي في 27 أكتوبر 1915. انتخب عضو مجلس النواب نيوزيلندا.